# Conchopus taivanensis
Conchopus taivanensis är en tvåvingeart som beskrevs av Sadao Takagi 1967. Conchopus taivanensis ingår i släktet Conchopus och familjen styltflugor.
Artens utbredningsområde är Taiwan. Inga underarter finns listade i Catalogue of Life.